# Nezumia merretti
Nezumia merretti är en fiskart som beskrevs av Akitoshi Iwamoto och Williams, 1999. Nezumia merretti ingår i släktet Nezumia och familjen skolästfiskar. Inga underarter finns listade i Catalogue of Life.